# Juan Masnik
Juan Carlos Masnik (Montevidéu, 2 de março de 1943 – 23 de fevereiro de 2021) foi um futebolista e treinador uruguaio que atuou como defensor.

## Carreira
Masnik jogou no Nacional, com o qual conquistou a Copa Libertadores da América de 1971 e a Taça Intercontinental do mesmo ano. Também atuou no New York Cosmos em 1975.
Fez parte do elenco da Seleção Uruguaia de Futebol, na Copa do Mundo de  1974, como capitão. 

## Morte
Masnik morreu em 23 de fevereiro de 2021, aos 77 anos de idade.